# Roberto Mancini
Roberto Mancini (Jesi, 27 november 1964) is een Italiaans voetbaltrainer en voormalig profvoetballer. In 2021 werd hij Europees kampioen als bondscoach van het Italiaanse nationaal elftal. Als speler won hij met de clubs Sampdoria en Lazio Roma in de jaren 90 twee kampioenstitels en acht bekertitels in Italië. Europees won Mancini de UEFA Super Cup en tweemaal de UEFA Cup Winners Cup.

## Loopbaan als speler

### Club

#### Bologna
Mancini debuteerde op 12 september 1981 op zestienjarige leeftijd in de Serie A, in het shirt van Bologna. Daarmee nam hij het die dag op tegen Cagliari (1-1) . Hij kwam dat seizoen tot dertig competitieduels en negen doelpunten. Het jaar daarop werd hij gekocht door Sampdoria, waar hij tot 1997 speelde.
| Seizoen | Team    | Duels | Goals | Competitie |
| ------- | ------- | ----- | ----- | ---------- |
| 1981/82 | Bologna | 30    | 9     | Serie A    |

#### Sampdoria
In de zomer van 1982 volgde de transfer naar Sampdoria, de club waar hij tot 1998 voor heeft gevoetbald. Voor de club uit Genua speelde de aanvaller 425 duels in de Serie A (141 doelpunten). Met Gianluca Vialli vormde hij een van de meest gevreesde aanvalskoppels van Europa.
Met Sampdoria werd Mancini in 1991 kampioen van Italië, terwijl de nationale beker in 1985, 1988, 1989 en 1994 werd veroverd. Europees deed de club van zich spreken door in 1990 ten koste van RSC Anderlecht beslag te leggen op de Europa Cup voor bekerwinnaars. In 1989 hadden Mancini en de zijnen diezelfde beker aan het Barcelona van coach Johan Cruijff moeten laten. Drie jaar later verloor Mancini met Sampdoria, alweer tegen Barcelona, op Wembley de finale van de Europa Cup voor landskampioenen. Ronald Koeman was de matchwinner (1-0).
| Seizoen | Team      | Duels | Goals | Competitie |
| ------- | --------- | ----- | ----- | ---------- |
| 1982/83 | Sampdoria | 22    | 4     | Serie A    |
| 1983/84 | Sampdoria | 30    | 8     | Serie A    |
| 1984/85 | Sampdoria | 24    | 3     | Serie A    |
| 1985/86 | Sampdoria | 23    | 6     | Serie A    |
| 1986/87 | Sampdoria | 26    | 6     | Serie A    |
| 1987/88 | Sampdoria | 30    | 5     | Serie A    |
| 1988/89 | Sampdoria | 29    | 9     | Serie A    |
| 1989/90 | Sampdoria | 31    | 11    | Serie A    |
| 1990/91 | Sampdoria | 30    | 12    | Serie A    |
| 1991/92 | Sampdoria | 29    | 6     | Serie A    |
| 1992/93 | Sampdoria | 30    | 15    | Serie A    |
| 1993/94 | Sampdoria | 31    | 18    | Serie A    |
| 1994/95 | Sampdoria | 31    | 9     | Serie A    |
| 1995/96 | Sampdoria | 26    | 12    | Serie A    |
| 1996/97 | Sampdoria | 33    | 15    | Serie A    |

#### SS Lazio
Lazio Roma werd in 1997 zijn nieuwe werkgever. De drie seizoenen in Rome brachten de 36-voudig international (vier doelpunten) 87 duels in de Serie A met vijftien treffers. Bovendien volgde in 1998 en 2000 opnieuw de winst in de Coppa Italia en in 1999 wederom de verovering van de Europa Cup voor bekerwinnaars. Als afsluiting van zijn loopbaan kon Mancini daarnaast zijn tweede landstitel vieren voor Lazio Roma. Roberto Mancini ging als assistent-trainer aan de slag bij de Zweedse trainer Sven-Göran Eriksson, die van 1997 tot 2001 hoofdtrainer was bij Lazio Roma. Nadat Eriksson in januari ontslagen werd, stapte ook Mancini op. Tot dan toe ging men er altijd van uit dat Mancini Eriksson zou opvolgen bij Lazio.
| Seizoen | Team       | Duels | Goals | Competitie |
| ------- | ---------- | ----- | ----- | ---------- |
| 1997/98 | Lazio Roma | 34    | 10    | Serie A    |
| 1998/99 | Lazio Roma | 33    | 5     | Serie A    |
| 1999/00 | Lazio Roma | 20    | 0     | Serie A    |

#### Leicester City
Voor Leicester City speelde Mancini vier wedstrijden op huurbasis.
Fiorentina liet weten Mancini te willen als trainer voor het volgende seizoen. De 36-jarige oud-international had zijn huurcontract bij Leicester City niet verlengd, om zijn ambitie trainer te worden niets in de weg te leggen. Fiorentina was op dat moment naarstig op zoek naar een nieuwe oefenmeester, nadat de Turkse trainer Fatih Terim meldde zijn contract niet te willen verlengen. Zowel Fiorentina als Leicester City bevestigde dat er gesprekken tussen de club uit Florence en Mancini gaande waren.
Mancini zei als speler al meermaals als trainer aan de slag te willen. De keuze voor een maand op huurbasis bij Leicester City te gaan spelen was daarom opmerkelijk. De kans hoofdtrainer te worden kreeg hij nu van Fiorentina.
| Seizoen    | Wedstrijden                  | Uitslag | Competitie  |
| ---------- | ---------------------------- | ------- | ----------- |
| 20/01/2001 | Leicester City - Arsenal FC  | 0-0     | Premiership |
| 31/01/2001 | Southampton - Leicester City | 1-0     | Premiership |
| 03/02/2001 | Leicester City - Chelsea     | 2-1     | Premiership |
| 10/02/2001 | Everton FC - Leicester City  | 2-1     | Premiership |

### Internationaal
Ondanks zijn successen werd Mancini nooit een vaste basisspeler in het Italiaans voetbalelftal. Hij speelde 36 wedstrijden en scoorde slechts vier keer voor zijn vaderland (inclusief een doelpunt tegen West-Duitsland tijdens het Europees kampioenschap voetbal 1988 in de 52ste minuut). Zijn internationale carrière kwam tot een einde na een redetwist met toenmalig bondscoach Arrigo Sacchi die Mancini geen basisplaats garandeerde in la squadra voor het Wereldkampioenschap 1994 in de Verenigde Staten.

## Erelijst als speler
Sampdoria
- Serie A: 1990/91
- Coppa Italia: 1984/85, 1987/88, 1988/89, 1993/94
- Supercoppa Italiana: 1991
- European Cup Winners Cup: 1989/90

 SS Lazio
- Serie A: 1999/00
- Coppa Italia: 1997/98, 1999/00
- Supercoppa Italiana: 1998
- UEFA Cup Winners Cup: 1998/99
- UEFA Super Cup: 1999

Individueel als speler
- Guerin d'Oro: 1987/88, 1990/91
- Serie A Voetballer van het Jaar: 1996/97
- Serie A Italiaans voetballer van het Jaar: 1996/97

Onderscheiding
- Ridder (vijfde klasse): Cavaliere Ordine al Merito della Repubblica Italiana: 1991

## Loopbaan als trainer
In januari 2000 begon Mancini als assistent-trainer bij SS Lazio, waar hij verbleef tot januari 2001. In april 2000 werd Mancini aangesteld als hoofdtrainer van Fiorentina, waar hij verbleef tot januari 2002. In juli 2002 kwam Mancini opnieuw terecht bij SS Lazio, waar hij tot juni 2004 verbleef. Van juli 2004 tot en met mei 2008 was Mancini hoofdtrainer van Internazionale. In december 2009 vertrok Mancini naar Engeland om daar hoofdtrainer van Manchester City te worden. Vier jaar later, op 30 september 2013, werd Mancini aangesteld als hoofdtrainer van Galatasaray, waar hij verbleef tot juni 2014. In november 2014 kwam hij opnieuw terecht bij zijn oude werkgever Internazionale. In augustus 2016 vertrok Mancini bij de Italiaanse club. In juli 2017 vertrok Mancini naar Rusland om hoofdtrainer van Zenit Sint-Petersburg te worden.
Op 14 mei 2018 werd Mancini, een dag na zijn vertrek bij Zenit Sint-Petersburg, aangesteld als bondscoach van Italië. Met La Squadra Azzurra werd hij in 2021 Europees kampioen. Op 11 juli versloegen ze Engeland op Wembley in de strafschoppenserie na verlengingen. Daarna stapelden de slechte resultaten zich op waardoor Italië zich niet wist de kwalificeren voor het wereldkampioenschap in Qatar in 2022. Ondanks een contract tot 2026 vertrok Mancini op 13 augustus 2023 als bondscoach bij Italië. Twee weken later werd hij gepresenteerd als bondscoach van Saoedi-Arabië, waar hij naar verluidt 25 miljoen euro per jaar zou gaan verdienen en een contract tekende tot eind 2027.

## Erelijst als trainer
Fiorentina
- Coppa Italia: 2000/01

 SS Lazio
- Coppa Italia: 2003/04

 Internazionale
- Serie A: 2005/06, 2006/07, 2007/08
- Coppa Italia: 2004/05, 2005/06
- Supercoppa Italiana: 2005, 2006

 Manchester City
- Premier League: 2011/12
- FA Cup: 2010/11
- FA Community Shield: 2012

 Galatasaray
- Türkiye Kupası: 2013/14

 Italië
- UEFA EK: 2020

Individueel als trainer
- Albo Panchina d'Oro: 2007/08
- Premier League Manager of the Month: december 2010, oktober 2011
- Hall of Fame van het Italiaans voetbal: 2015
- Premio Nazionale Enzo Bearzot: 2019
- Gazzetta Sports Awards: 2019

## Privé
Mancini's zoon, Filippo Mancini, maakte in 2007 zijn debuut in het eerste van Inter. Hij viel in de gewonnen wedstrijd tegen Reggina (3-0) tien minuten voor tijd in.
1 Zenga ·
2 Baresi ·
3 Bergomi ·
4 Cravero ·
5 Ferrara ·
6 Ferri ·
7 Francini ·
8 Maldini ·
9 Ancelotti ·
10 De Agostini ·
11 De Napoli ·
12 Tacconi ·
13 Fusi ·
14 Giannini ·
15 Romano ·
16 Altobelli  ·
17 Donadoni ·
18 Mancini ·
19 Rizzitelli ·
20 Vialli ·
Coach: Vicini
1 Zenga ·
2 Baresi ·
3 Bergomi  ·
4 De Agostini ·
5 Ferrara ·
6 Ferri ·
7 Maldini ·
8 Vierchowod ·
9 Ancelotti ·
10 Berti ·
11 De Napoli ·
12 Tacconi ·
13 Giannini ·
14 Marocchi ·
15 Baggio ·
16 Carnevale ·
17 Donadoni ·
18 Mancini ·
19 Schillaci ·
20 Serena ·
21 Vialli ·
22 Pagliuca ·
Coach: Vicini
1 Sirigu ·
2 Di Lorenzo ·
3 Chiellini  ·
4 Spinazzola ·
5 Locatelli ·
6 Verratti ·
7 Castrovilli ·
8 Jorginho ·
9 Belotti ·
10 Insigne ·
11 Berardi ·
12 Pessina ·
13 Emerson ·
14 Chiesa ·
15 Acerbi ·
16 Cristante ·
17 Immobile ·
18 Barella ·
19 Bonucci ·
20 Bernardeschi ·
21 Donnarumma ·
22 Raspadori ·
23 Bastoni ·
24 Florenzi ·
25 Tolói ·
26 Meret ·
Coach: Mancini